# 异形：地球战区
《异形：地球战区》是11 bit studios开发的即时战略游戏。游戏在2010年下半年首次公开，2011年4月8日在Windows和Mac OS X平台发行；随后在8月11日分别作为iPhone和iPad应用在iOS上发行。之后Android版最初作为Amazon Appstore在2011年12月独占发行，之后的2012年1月26日在一般Android Market发行。Xbox Live Arcade版在2012年5月发行。